# 橋本寛太
橋本 寛太（はしもと かんた、2001年7月30日 - ）は、北海道苫小牧市出身のプロアイスホッケー選手。ポジションはフォワード。アジアリーグアイスホッケーの東北フリーブレイズに所属。

## 経歴
駒澤大学附属苫小牧高等学校から東洋大学に進学。
2024年4月22日にアジアリーグアイスホッケーの東北フリーブレイズに入団。

## 詳細情報

### 背番号
- 45（2024年 - ）